# 커트 위머
커트 위머(Kurt Wimmer, 1964년 ~ )는 미국의 각본가, 영화 프로듀서, 영화 감독이다.
사우스플로리다 대학교를 다녀 미술사를 전공했다. 로스앤젤레스로 건너가서 12년간 각본가로 일하다가 2002년 영화 이퀼리브리엄의 감독을 맡았다.

## 참여 작품
- 스피어 (영화)
- 토마스 크라운 어페어 (1999년 영화)
- 이퀼리브리엄
- 리크루트 (영화)
- 울트라바이올렛 (영화)
- 스트리트 킹
- 모범시민
- 솔트 (영화)
- 토탈 리콜 (2012년 영화)
- 포인트 브레이크
- 미스피츠 (영화)